# Петросян, Ашот (футболист)
Ашот Петросян (арм. Աշոտ Պետրոսյան; род. 1967) — армянский футболист, игравший на позиции защитника.
Известно о трёх сезонах (1992, 1993, 1994), проведённых им в высшей лиге чемпионата Армении за ереванскую команду «Наири» (в 1993 и 1994 годах носила название «Наирит»). В чемпионате 1992 года сыграл 19 матчей, в чемпионате 1993 года — 25 матчей, в чемпионате 1994 года (по итогам которого команда покинула высшую лигу) — 18 матчей. Голов не забивал.